# Фуско, Альфонсо Мария
Святой Альфо́нсо Мари́я Фу́ско (итал. Alfonso Maria Fusco, 23 марта 1839, Ангри, Кампания — 6 февраля 1910, Ангри, Кампания) — итальянский католический священник, основавший монашескую конгрегацию «Сёстры святого Иоанна Крестителя», которая занималась евангелизацией и образованием подростков из неимущих семей или осиротевших.

## Биография
Родился 23 марта 1839 года в Ангри в Салерно; первый из пятерых детей в семье фермера Аньелло Фуско и Джузеппины Скьяновы. За благополучное рождение первенца его родители благодарили блаженного Альфонсо де Лигуори, могилу которого до этого посетили. Священник-редемпторист по имени Саверио Пекорелли предрёк им следующее: «У вас будет сын; вы назовёте его Альфонсо; он станет священником и проживёт жизнь блаженного Альфонсо». Через два месяца после рождения Фуско Альфонс де Лигуори был канонизирован католической церковью.
Из-за необычных обстоятельства, связанных с его рождением, родители отдали мальчика в церковно-приходскую школу. Фуско захотел сам стать священником: пел гимны и, соорудив алтарь, притворялся, что совершает мессы. Обладал мягким характером, был отзывчивым и глубоко сопереживал тяготам бедняков. Он получил Первое Причастие и Конфирмацию в возрасте семи лет.
В возрасте одиннадцати лет поступил в семинарию в Ночера-Инферьоре. Антонио Саломон, архиепископ Салерно, рукоположил его в сан священника в своей частной молельне в Авеллино 29 мая 1863 года. В какой-то момент Фуско познакомился с Маддаленой Капуто, волевой женщиной из Ангри, которая хотела стать монахиней. Эта встреча побудила его создать новый религиозный институт. 25 сентября 1878 года он вместе с Капуто и ещё тремя женщинами основал женскую монашескую конгрегацию «Сёстры святого Иоанна Крестителя», целью которой была забота о сиротах.
Ночью 5 февраля 1910 года Фуско почувствовал сильное недомогание. На следующее утро он причастился, благословил орденских монахинь и перед смертью воскликнул: «Господи, благодарю Тебя, я был никудышным слугой»; сёстрам же он сказал: «На небесах я вас не забуду. Я буду молиться за вас всегда».

## Почитание
Процесс канонизации Фуско был открыт 22 июня 1951 года, когда папа Пий XII провозгласил его слугой Божьей. Папа Павел VI объявил его досточтимым 12 февраля 1976 года. Папа Иоанн Павел II беатифицировал Фуско на площади Святого Петра 7 октября 2001 года. Папа Франциск причислил его к лику святых 16 октября 2016 года.
День памяти — 6 февраля.